# Apteraltica
Apteraltica is een geslacht van kevers uit de familie bladkevers (Chrysomelidae).
De wetenschappelijke naam van het geslacht werd in 2004 gepubliceerd door Medvedev.

## Soorten
- Apteraltica schawalleri Medvedev, 2004